# Comuna Beștepe, Tulcea
Beștepe este o comună în județul Tulcea, Dobrogea, România, formată din satele Băltenii de Jos, Băltenii de Sus și Beștepe (reședința).

## Demografie
Componența etnică a comunei Beștepe
     Români (89,01%)
     Alte etnii (0,86%)
     Necunoscută (10,13%)
Componența confesională a comunei Beștepe
     Ortodocși (88,94%)
     Alte religii (0,6%)
     Necunoscută (10,46%)
Conform recensământului efectuat în 2021, populația comunei Beștepe se ridică la 1.510 locuitori, în scădere față de recensământul anterior din 2011, când fuseseră înregistrați 1.667 de locuitori. Majoritatea locuitorilor sunt români (89,01%), iar pentru 10,13% nu se cunoaște apartenența etnică. Din punct de vedere confesional, majoritatea locuitorilor sunt ortodocși (88,94%), iar pentru 10,46% nu se cunoaște apartenența confesională.

## Politică și administrație
Comuna Beștepe este administrată de un primar și un consiliu local compus din 11 consilieri. Primarul, Dumitru Țipirigan[*], de la Partidul Social Democrat, este în funcție din 2004. Începând cu alegerile locale din 2024, consiliul local are următoarea componență pe partide politice:
|  | Partid                     | Consilieri | Componența Consiliului | Componența Consiliului | Componența Consiliului | Componența Consiliului |
|  | -------------------------- | ---------- | ---------------------- | ---------------------- | ---------------------- | ---------------------- |
|  | Partidul Social Democrat   | 4          |                        |                        |                        |                        |
|  | Partidul S.O.S. România    | 3          |                        |                        |                        |                        |
|  | Partidul Național Liberal  | 3          |                        |                        |                        |                        |
|  | Partidul Mișcarea Populară | 1          |                        |                        |                        |                        |